# Through the Years
Through the Years es una compilación, lanzada en 1998, de la banda de rock progresivo Jethro Tull.
Tiene algo de retrospectiva, con canciones de muy diferentes períodos en la historia de la banda. No es en realidad un disco de grandes éxitos, puesto que contiene muchas canciones que no son propias de ese tipo de álbumes (como "Quizz Kid", "Still Loving You Tonight" y "Beastie").
Contiene material que muestra todos los estilos de la banda, desde su primer álbum, This Was, pasando por el rock de Aqualung, el folk de Songs from the Wood, Heavy Horses y Stormwatch, hasta uno de sus últimos trabajos, Roots to Branches.
El disco contiene una corta historia de Jethro Tull (que comienza humorísticamente con la pregunta "¿No había muerto Jethro Tull de una sobredosis de drogas?").

## Lista de temas
| #   | Título                        | Autor          | Interpretaciones | Tiempo |
| --- | ----------------------------- | -------------- | ---------------- | ------ |
| 1.  | "Living in the Past"          | (Ian Anderson) |                  | 5:03   |
| 2.  | "Wind Up"                     | (Ian Anderson) |                  | 6:04   |
| 3.  | "War Child"                   | (Ian Anderson) |                  | 4:33   |
| 4.  | "Dharma for One"              | (Ian Anderson) |                  | 4:11   |
| 5.  | "Acres Wild"                  | (Ian Anderson) |                  | 3:22   |
| 6.  | "Budapest"                    | (Ian Anderson) |                  | 10:00  |
| 7.  | "The Whistler"                | (Ian Anderson) |                  | 3:30   |
| 8.  | "We Used to Know"             | (Ian Anderson) |                  | 3:55   |
| 9.  | "Beastie"                     | (Ian Anderson) |                  | 3:57   |
| 10. | "Locomotive Breath" (en vivo) | (Ian Anderson) |                  | 5:36   |
| 11. | "Rare and Precious Chain"     | (Ian Anderson) |                  | 3:34   |
| 12. | "Quizz Kid"                   | (Ian Anderson) |                  | 5:08   |
| 13. | "Still Loving You Tonight"    | (Ian Anderson) |                  | 4:30   |

El tema "Living in the Past" no aparece en la lista como grabado en vivo, pero hay bastantes diferencias entre el mismo y el original, como la falta de letra, una interpretación más intensa y aplausos al final, por lo que se puede suponer que es en directo.